# Mansoa hirsuta
Mansoa hirsuta là một loài thực vật có hoa trong họ Chùm ớt. Loài này được DC. mô tả khoa học đầu tiên năm 1845.